# 伍德拉夫 (犹他州)
伍德拉夫（英文：Woodruff），是美国犹他州里奇县下属的一座城市。建市于 1865年，面积大约为0.46平方英里（1.2平方公里），海拔约为6,339英尺（1,932米）。根据2010年美国人口普查，该市有人口180人。